# Cefaliska fasen
Den cefaliska fasen är den delen av matspjälkningen som startar magens sekretion av magsafter. Den börjar innan maten har kommit ner i magsäcken. Den beror på att man tänker på, luktar eller smakar mat, eller vid tuggandet av mat, vilket retar sinnesceller som vid denna stimuli skickar signaler till hjärnstammen, Medulla oblongata, att mat är på väg. Ju mer stimuli, desto intensivare blir den cefaliska fasen. Medulla oblongata skickar sedan parasympatiska signaler vidare via vagusnerven, kroppens längsta kranialnerv, till magsäcken och stimuler den till att sekretera ut saltsyra och pepsin. Denna sekretion sker i övre och mellersta delen av magsäcken och bildar det som kallas magsaft. I nedre delen av magsäcken sekreteras samtidigt hormonet gastrin ut, som via blodbanan kommer upp till övre delen av magsäcken och ökar stimuleringen på parietalcellerna som utsöndrar saltsyran och pepsinet. När maten kommer ner till magsäcken slutar den cefaliska fasen, och den gastriska fasen börjar, det vill säga bearbetningen av maten i magsäcken.

## Effekt av tuggummituggande
Enligt forskare vid University of Alabama at Birmingham, som har gjort mätningar i magsäcken vid tuggning av hamburgare och tuggummi, påverkar tuggummituggandet magsäckens sekretering av saltsyra nästan lika mycket som om man tuggar mat. Det bildas bara ca 3 % mindre saltsyra av tuggummit. Om tuggningen i sin tur ökar risken för magsår diskuteras av forskare för närvarande. 
Eftersom matsäcken förbereder sig för mat med extra saltsyra och pepsin, men det inte kommer något säger många att syran istället fräter på magsäckens innersta celler, medan andra menar att slemhinnan ger ett fullgott skydd och att det bara är en urban legend.